# Sveta Helena (Križevci)
Sveta Helena is een plaats in de gemeente Križevci in de Kroatische provincie Koprivnica-Križevci. De plaats telt 345 inwoners (2001).